# 14 Brygada Ciężkich Czołgów

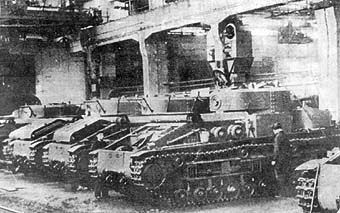
T-28

14 Brygada Ciężkich Czołgów (znana też jako: 14 Brygada Czołgów, 14 Brygada Pancerna) – jedna z brygad radzieckich wojsk pancernych, m.in. okresu II wojny światowej. Wchodziła w skład Kijowskiego Specjalnego Okręgu Wojskowego, a po jego przemianowaniu w 1939 w skład Frontu Ukraińskiego.
W czasie agresji sowieckiej na Polskę żołnierze radzieckiej 14 Brygady Czołgów mieli na wyposażeniu czołgi T-28 oraz T-35.

## Literatura
- Vladimir Beshanov, Czerwony Blitzkrieg, ISBN 978-83-926205-2-5.